# 铁之处女JUN
铁之处女JUN（日语：鉄の处女 JUN）是一部日本漫畫，由永井豪所繪，在1983年在Big Comic Spirits进行连载。并有OVA等衍生作品。
该作主要讲述的是一个拥有强健身体的女子以及她遇到的一些人所发生的的故事。

## 劇情簡介
有一个身体强健的女子经常被各种别有用心的人接近，不过她在遇到自己心爱的人之前的时候，她用计摆脱搭讪她的人

## 登場人物

### 主要角色
- JUN

配音：横山智佐（日语）、Wendee Lee(英文)
该作主角。
- 仓田

配音：中村大树（日语）、Peter Doyle(英文)
该作主角。
- Kaidomar

该作反派。